# Canton de Nive-Adour
Le canton de Nive-Adour est une circonscription électorale française du département des Pyrénées-Atlantiques.

## Histoire
Un nouveau découpage territorial des Pyrénées-Atlantiques entre en vigueur à l'occasion des élections départementales de 2015. Il est défini par le décret du 25 février 2014, en application des lois du 17 mai 2013 (loi organique 2013-402 et loi 2013-403). Les conseillers départementaux sont, à compter de ces élections, élus au scrutin majoritaire binominal mixte. Les électeurs de chaque canton élisent au Conseil départemental, nouvelle appellation du Conseil général, deux membres de sexe différent, qui se présentent en binôme de candidats. Les conseillers départementaux sont élus pour 6 ans au scrutin binominal majoritaire à deux tours, l'accès au second tour nécessitant 12,5 % des inscrits au 1er tour. En outre la totalité des conseillers départementaux est renouvelée. Ce nouveau mode de scrutin nécessite un redécoupage des cantons dont le nombre est divisé par deux avec arrondi à l'unité impaire supérieure si ce nombre n'est pas entier impair, assorti de conditions de seuils minimaux. Dans les Pyrénées-Atlantiques, le nombre de cantons passe ainsi de 52 à 27.
Le canton de Nive-Adour est formé de communes des anciens cantons de Bidache (3 communes), de La Bastide-Clairence (2 communes) et de Saint-Pierre-d'Irube (5 communes). Il est entièrement inclus dans l'arrondissement de Bayonne. Le bureau centralisateur est situé à Mouguerre.

## Représentation
| Période élective | Période élective | Mandat | Mandat           | Identité            | Nuance | Nuance | Qualité                                                                                      |
| ---------------- | ---------------- | ------ | ---------------- | ------------------- | ------ | ------ | -------------------------------------------------------------------------------------------- |
| 2015             | 2021             | 2015   | 2021             | Fabienne Ayensa     |        | REG    | chef de service éducatif, maire Euskal Herria Bai de Briscous                                |
| 2015             | 2021             | 2015   | 2017 (démission) | Alain Iriart        |        | REG    | dirigeant une société d'expertise comptable, maire Euskal Herria Bai de Saint-Pierre-d'Irube |
| 2015             | 2021             | 2017   | 2021             | Jean-Paul Diribarne |        | REG    | cadre, maire de Bardos, Euskal Herria Bai                                                    |
| 2021             | 2028             | 2021   | en cours         | Maïder Behoteguy    |        | DVC    | Conseillère en assurances, maire de Bardos                                                   |
| 2021             | 2028             | 2021   | en cours         | Marc Saint-Esteven  |        | DVC    | Professeur de génie civil, maire de Villefranque                                             |

### Résultats détaillés

#### Élections de mars 2015
À l'issue du 1er tour des élections départementales de 2015, deux binômes sont en ballottage : Fabienne Ayensa et Alain Iriart (Divers, 37,9 %) et Dave Daguerre et Anaïs Mendilahatxu (FN, 16,74 %). Le taux de participation est de 52,54 % (10 172 votants sur 19 361 inscrits) contre 52,8 % au niveau départemental et 50,17 % au niveau national.
Au second tour, Fabienne Ayensa et Alain Iriart (Divers) sont élus avec 78,05 % des suffrages exprimés et un taux de participation de 54,02 % (7 437 voix pour 10 459 votants et 19 361 inscrits).

#### Élections de juin 2021
Le premier tour des élections départementales de 2021 est marqué par un très faible taux de participation (33,26 % au niveau national). Dans le canton de Nive-Adour, ce taux de participation est de 38,36 % (8 110 votants sur 21 140 inscrits) contre 38,82 % au niveau départemental. À l'issue de ce premier tour, deux binômes sont en ballottage : Maïder Behoteguy et Marc Saint-Esteven (DVC, 39,99 %) et Mathieu Elgoyhen et Martine Etchegoin (Rég, 27,12 %).
Le second tour des élections est marqué une nouvelle fois par une abstention massive équivalente au premier tour. Les taux de participation sont de 34,36 % au niveau national, 40,13 % dans le département et 38,99 % dans le canton de Nive-Adour. Maïder Behoteguy et Marc Saint-Esteven (DVC) sont élus avec 60,66 % des suffrages exprimés (4 631 voix pour 8 242 votants et 21 140 inscrits),,.

## Composition
Le canton de Nive-Adour comprend dix communes suivantes.
| Nom                               | Code Insee | Intercommunalité  | Superficie (km2) | Population (dernière pop. légale) | Densité (hab./km2) | Modifier                                    |
| --------------------------------- | ---------- | ----------------- | ---------------- | --------------------------------- | ------------------ | ------------------------------------------- |
| Mouguerre (bureau centralisateur) | 64407      | CA du Pays Basque | 22,57            | 5 353 (2022)                      | 237                | modifier les données · modifier les données |
| Bardos                            | 64094      | CA du Pays Basque | 42,53            | 1 905 (2022)                      | 45                 | modifier les données · modifier les données |
| Briscous                          | 64147      | CA du Pays Basque | 31,29            | 2 920 (2022)                      | 93                 | modifier les données · modifier les données |
| Guiche                            | 64250      | CA du Pays Basque | 24,85            | 1 054 (2022)                      | 42                 | modifier les données · modifier les données |
| Lahonce                           | 64304      | CA du Pays Basque | 9,47             | 2 736 (2022)                      | 289                | modifier les données · modifier les données |
| Saint-Pierre-d'Irube              | 64496      | CA du Pays Basque | 7,68             | 5 779 (2022)                      | 752                | modifier les données · modifier les données |
| Sames                             | 64502      | CA du Pays Basque | 13,26            | 703 (2022)                        | 53                 | modifier les données · modifier les données |
| Urcuit                            | 64540      | CA du Pays Basque | 13,69            | 3 006 (2022)                      | 220                | modifier les données · modifier les données |
| Urt                               | 64546      | CA du Pays Basque | 18,99            | 2 342 (2022)                      | 123                | modifier les données · modifier les données |
| Villefranque                      | 64558      | CA du Pays Basque | 17,17            | 2 957 (2022)                      | 172                | modifier les données · modifier les données |
| Canton de Nive-Adour              | 6413       |                   | 201,50           | 28 755 (2022)                     | 143                | modifier les données                        |

## Démographie
En 2022, le canton comptait 28 755 habitants, en évolution de +11,87 % par rapport à 2016 (Pyrénées-Atlantiques : +3,78 %, France hors Mayotte : +2,11 %).
| 2013   | 2018   | 2022   |
| ------ | ------ | ------ |
| 24 676 | 26 888 | 28 755 |